# Česká asociace festivalů
Česká asociace festivalů (ČAF) je spolek, který sdružuje významné festivaly živého umění napříč uměleckými disciplínami: klasická hudba, alternativní hudba, jazz, blues, world music, opera, tanec a nový cirkus.
Spolek se sídlem v Brně byl založený 27. dubna 2015 oddělením z Asociace hudebních festivalů ČR. Jeho cílem je prezentace a tvorba hodnotných kulturních projektů, přičemž členové si vyměňují informace, podporují se a vytvářejí společné propagační a umělecké aktivity. Prosazují legislativní, systémové či ekonomické změny přispívající k hladkému průběhu festivalů. Členy asociace se staly např. Colours of Ostrava, Moravský podzim, JazzFestBrno, Letní Letná, Struny podzimu, Tanec Praha, United Islands of Prague, Concentus Moraviae, Folkové prázdniny, Hudební festival Znojmo, Lípa Musica, Respect, Blues Alive nebo Svatováclavský hudební festival.